# 必需号群礁

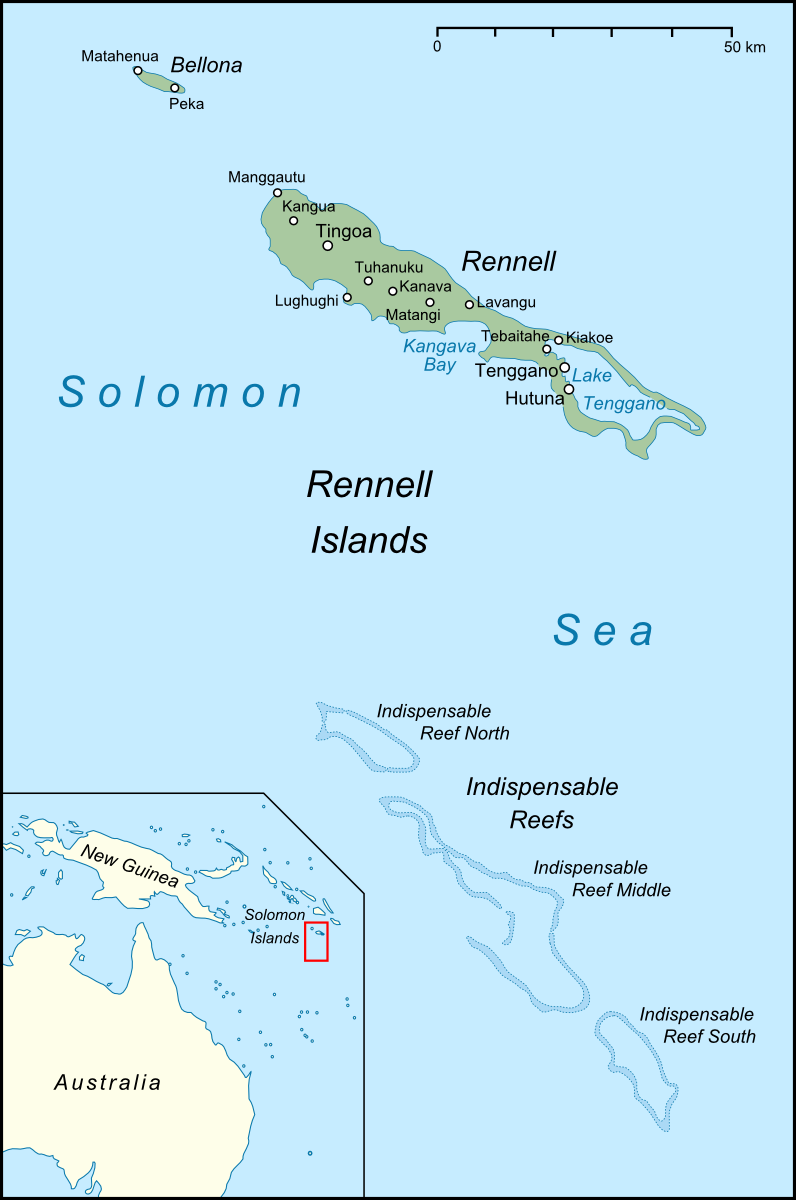
伦内尔岛和必需号群礁地图

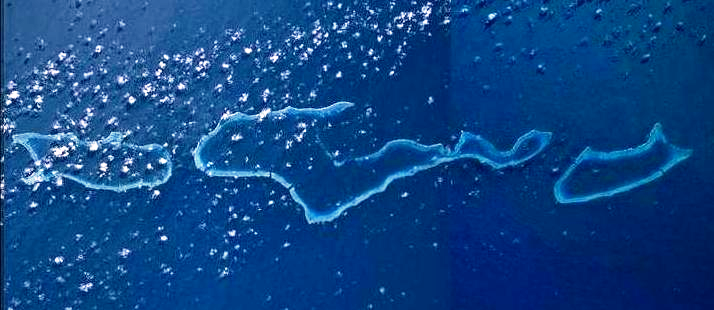
必需号群礁的卫星照片，北礁位于右侧

必需号群礁是珊瑚海中三个大型环礁组成的礁链，位于伦内尔岛以南约50公里处，长114公里，平均宽度18公里，在行政上归属所罗门群岛的伦内尔和贝洛纳省。
三个环礁地势陡峭，中心皆为大型深水潟湖，环礁间由2到3公里宽的深水通道分隔。群礁总体上呈西北-东南的走向排列：
- 北礁长18公里，最宽处7公里。其北部和西北部有两个狭窄的开口。总面积（含潟湖与礁滩）为100平方公里。
- 中礁长51公里。小诺丁汉岛（Little Nottingham Islet）位于环礁中心附近处。除了主潟湖外，北侧还有一个独立的小型潟湖。总面积约300平方公里。
- 南礁长21公里，最宽处8公里，潟湖深18至35米。总面积超过100平方公里。

## 历史
1942年珊瑚海海战期间，两架日本九七式舰上攻击机（EI-306和疑似EI-302）于5月7日从翔鹤号航空母舰起飞执行侦察任务，因燃料不足在必需号群礁迫降。

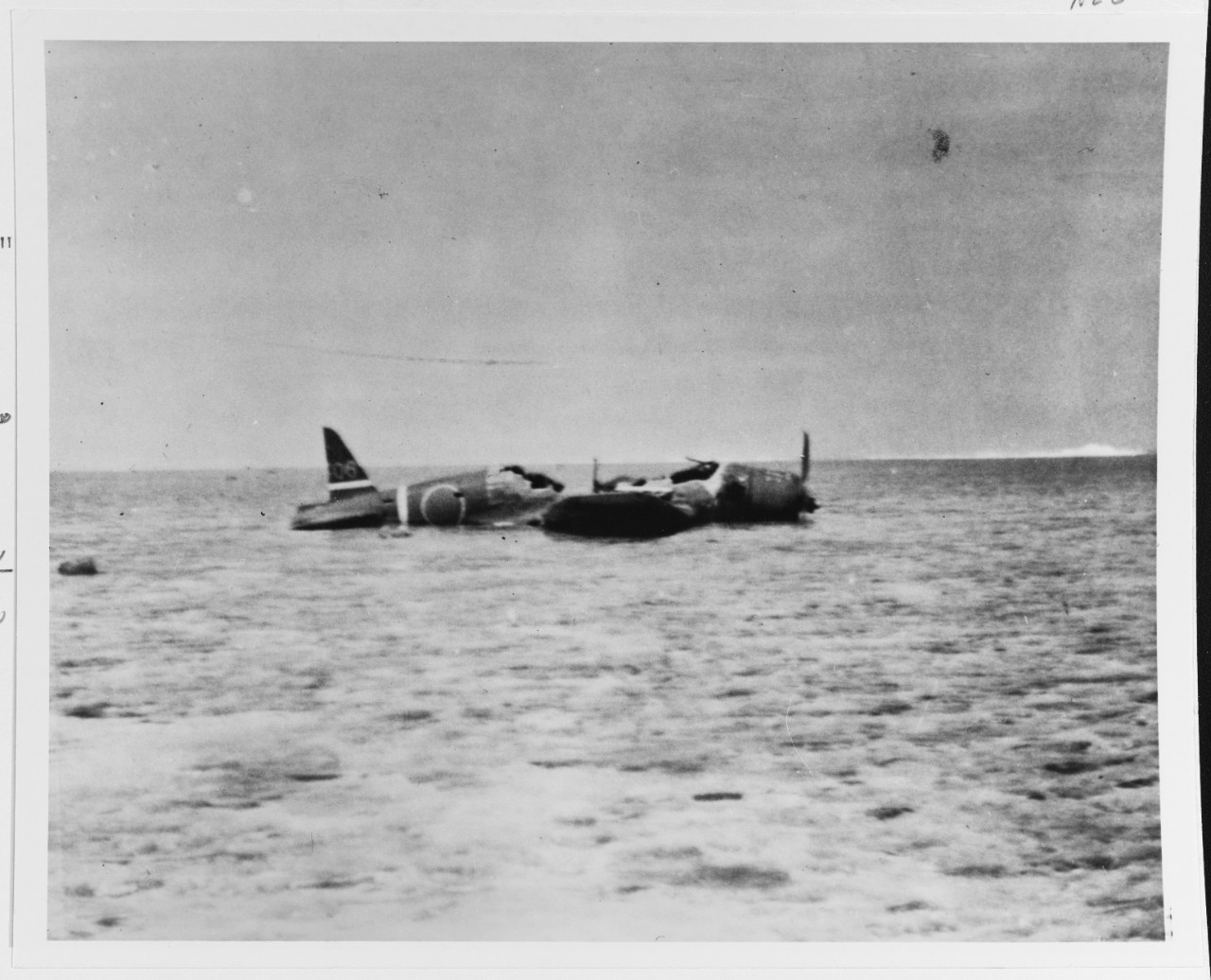
日本九七式舰上攻击机（编号EI-306）在必需号群礁失事

1983年，所罗门群岛政府在必需号群礁附近截获一艘偷捕大砗磲的台湾船只。